# Українська Філія Спілки Словацьких Письменників
Українська Філія Спілки Словацьких Письменників, заснована 1952; гуртує українських письменників переважно з Пряшівщини. Число членів  — 30 — 40; пересічне число публікацій на рік — 10 — 12. 1969 декого з членів спілки виключено за ліберальні погляди. Спілка періодично нагороджує найкращий твір українською мовою премією ім. І. Франка. Орган філії — двомісячник «Дукля».